# Marco Terenzio Varrone Lucullo
Marco Terenzio Varrone Lucullo (latino: Marcus Terentius Varro Lucullus; Roma, 116 a.C. circa – poco dopo il 56 a.C.) è stato un generale e senatore romano della Repubblica, fratello minore di Lucio Licinio Lucullo, sostenitore di Lucio Cornelio Silla e console nel 73 a.C.
Come proconsole di Macedonia, nel 72 a.C. sconfisse i Bessi in Tracia e avanzò fino al Danubio e alla costa occidentale del Mar Nero; fu anche marginalmente coinvolto nella terza guerra servile contro Spartaco.

## Biografia

### Origini
Nacque con il nome di Marco Licinio Lucullo (Marcus Licinius Lucullus) e successivamente fu adottato da un non altrimenti noto Marco Terenzio Varrone. Dopo l'adozione il suo nome divenne M[arcus] Terentius M[arci] f[ilius] Varro Lucullus, "Marco Terenzio Varrone Lucullo, figlio di Marco"; le fonti letterarie lo chiamano M. Lucullus o semplicemente Lucullus, come nel caso di Appiano di Alessandria, causando una confusione con il fratello, Lucio Lucullo.
La sua famiglia originaria, la gens Licinia, era una influente famiglia plebea; suo nonno era il console del 151 a.C., Lucio Licinio Lucullo, mentre suo padre, anche lui chiamato Lucio Licinio Lucullo era stato pretore nel 104 a.C. e aveva ottenuto dei successi contro gli schiavi ribelli in Lucania e Sicilia durante la seconda guerra servile, ma aveva avuto la carriera stroncata nel 101 a.C. da una condanna per malversazione.
Attraverso sua madre, Cecilia Metella Calva, Marco era imparentato con due tra i più importanti uomini del suo tempo: Lucio Cornelio Silla, il dittatore, che aveva sposato in terze nozze la nipote di Calva, Cecilia Metella Dalmatica; Quinto Cecilio Metello Pio, alleato di Silla, pontefice massimo e console dell'80 a.C., era figlio del fratello di Calva, Quinto Cecilio Metello Numidico.

### Carriera
All'inizio degli anni 90 a.C. Marco e Lucio cercarono, inutilmente, di far condannare Servilio Augure, che era stato l'accusatore nel processo per malversazione (de repetundis) che aveva condannato loro padre all'esilio in Lucania.
Quando Silla tornò dall'Oriente, nella primavera dell'83 a.C., per combattere i sostenitori di Gaio Mario, Marco e Licinio entrarono a far parte dei sostenitori del generale. Marco servì come legatus in Italia settentrionale sotto il cugino, il proconsole Quinto Cecilio Metello Pio; inizialmente Marco Lucullo fu obbligato a ritirarsi nella città di Placentia, ma, dopo che Metello Pio ebbe sconfitto le truppe del generale mariano Gaio Norbano, Lucullo ruppe l'assedio e sconfisse un distaccamento nemico lasciato indietro da Norbano.
Probabilmente dietro suggerimento di suo cugino Metello Pio, che era pontefice massimo, Marco Lucullo fu candidato ed eletto nel collegio pontificale: questo potrebbe essere avvenuto nell'81 a.C., quando Silla portò il numero di membri del collegio da otto a quindici. L'appartenenza a uno dei quattro principali collegi sacerdotali era un onore che era considerato quasi pari al consolato, e fu un vantaggio per la futura carriera di Marco Lucullo.
Nel 79 a.C. Marco Lucullo fu eletto edile curule assieme al fratello, che era appena tornato dalla provincia d'Asia. La loro edilità si contraddistinse per i sontuosi giochi, che molto tempo dopo Marco Tullio Cicerone ricordava per il loro splendore; tra le altre cose, introdussero gli sfondi avvolgibili per i palchi temporanei costruiti per le rappresentazioni teatrali e, nell'arena, furono i primi a schierare un elefante contro un bue.
Eletto praetor peregrinus, incaricato dunque di gestire i processi riguardanti cittadini stranieri, nel 76 a.C., Marco Lucullo presiedette a una celebre causa, il processo contro Gaio Antonio Ibrida (poi collega di Cicerone per il consolato), che si era grandemente arricchito in qualità di legato di Silla in Grecia durante le guerre mitridatiche. L'avvocato dell'accusa, il giovane Gaio Giulio Cesare, ottenne una condanna che fu successivamente annullata quando Antonio si appellò ai tribuni della plebe.

### Console e governatore della Macedonia

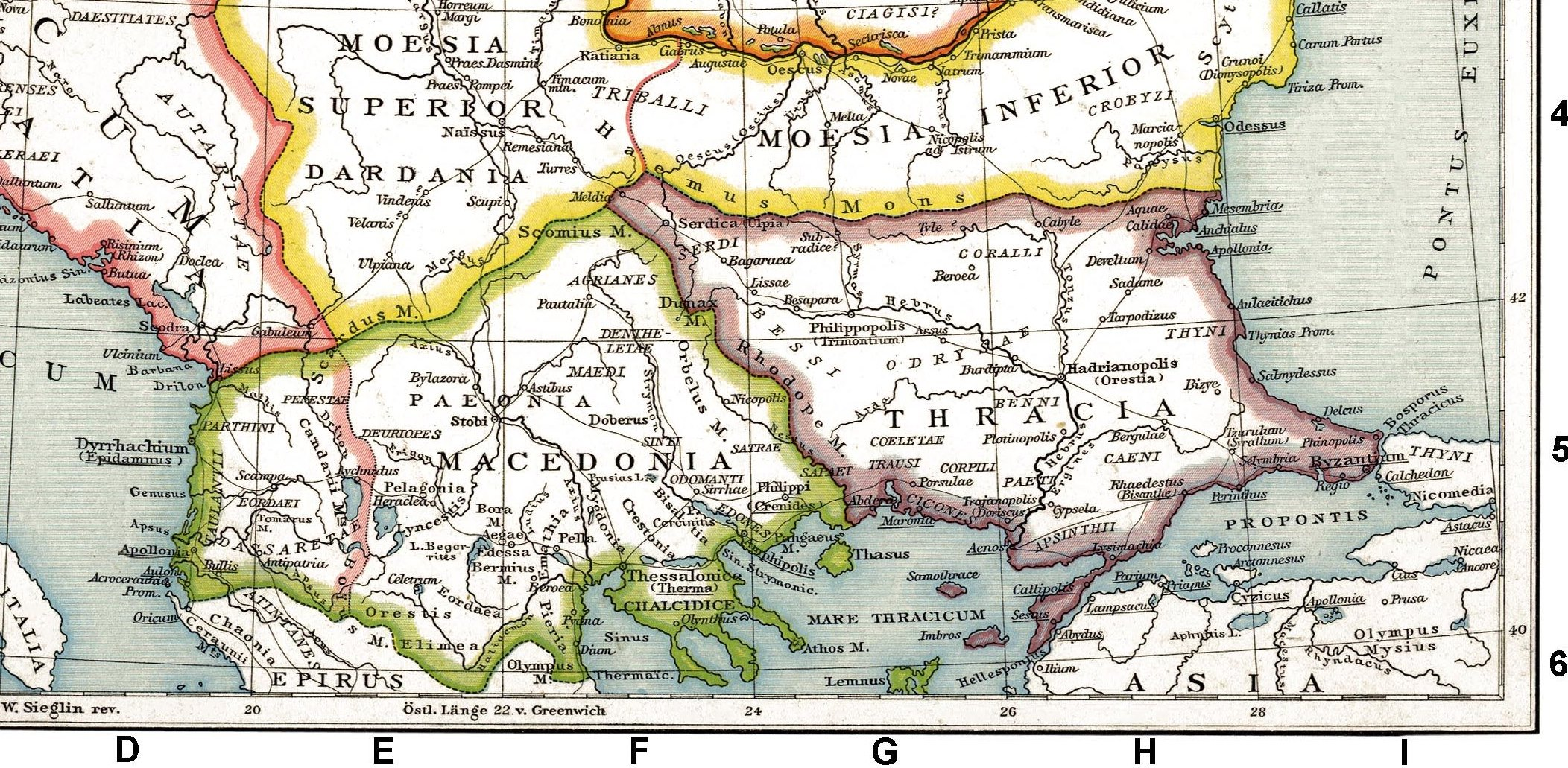
La provincia romana della Macedonia (confini in verde)

Divenne console nel 73 a.C., con Gaio Cassio Longino; i due promulgarono una legge, la lex Terentia et Cassia frumentaria, che forniva grano a prezzi calmierati ai Romani poveri.
Terminato il suo anno di consolato divenne proconsole per la Macedonia; durante il suo mandato condusse una vittoriosa campagna contro la tribù tracia dei Bessi. Nel corso della guerra avanzò fino al Danubio e alla costa occidentale del Mar Nero, dove conquistò una serie di città greche – Istros, Dionysopolis,Odessus, Mesembria, Callatis, Apollonia e Tomi – che erano state basi di Mitridate VI del Ponto. Per questa ragione fu onorato con un trionfo che tenne nel 71 a.C.: in quella occasione potrebbe aver eretto sul Campidoglio la statua di Apollo che aveva preso dal tempio di una isola vicino ad Apollonia.
All'inizio di quello stesso anno (71 a.C.) Marco Lucullo svolse anche un piccolo ruolo nella terza guerra servile, che terminò quello stesso anno con la sconfitta di Spartaco. Fu anticipatamente richiamato dalla Macedonia per aiutare le forze romane. Spartaco era appena riuscito a sfondare lo sbarramento posto da Marco Licinio Crasso, che lo aveva bloccato nei pressi di Rhegium, e stava avanzando verso Brundisium, probabilmente per salpare in direzione della Grecia o dell'Illirico; quando seppe che Lucullo era già sbarcato a Brundisium, decise di voltarsi e affrontare Crasso, il quale lo sconfisse nell'ultima e decisiva battaglia della guerra.

### Ultimi anni
Nel 66 o 65 a.C. Marco Lucullo fu portato in giudizio da Gaio Memmio per le sue attività sotto Silla, ma assolto. Nel 65 fu uno dei testimoni dell'accusa nel processo per maiestas contro l'ex-tribuno della plebe Gaio Cornelio, che l'aristocrazia considerava un rivoluzionario e che fu difeso da Marco Tullio Cicerone. Nel 63 a.C. Marco Lucullo si oppose al tentativo di Lucio Sergio Catilina di uccidere i consoli (Gaio Antonio Ibrida e Cicerone) e rovesciare il governo. L'anno successivo fu il principale testimone della difesa nel processo contro un suo amico, il poeta Aulo Licinio Archia, in occasione del quale Cicerone tenne la famosa orazione Pro Archia per difenderne il diritto alla cittadinanza romana. Successivamente, nel 58 e 57 a.C., Marco Lucullo fu uno di quelli che agì dietro le quinte per far tornare Cicerone dall'esilio.
Quando il fratello Lucio Lucullo perse la propria sanità mentale Marco ne divenne il guardiano legale; lo seppellì nella sua proprietà a Tusculum nel 56 a.C., morendo a sua volta poco dopo.